# Фердинанд Фредерік Радзивілл
Фердинанд Фредерік Радзиві́лл (пол. Ferdynand Fryderyk Radziwiłł; 19 жовтня 1834 — 28 лютого 1926) — політичний діяч Німецької імперії та Другої Речі Посполитої, 12-й ординат Олицький та 3-й ординат Пшигодзицький. Поборник культурних прав поляків, великий землевласник (мав у володіння на 1922 рік 42 840 га).

## Біографія
Походив з спольщеного литовського князівського роду Радзивіллів гербу Труби. Син князя Богуслава Фредеріка Радзивілла та Леонтини Габріели Кларі-Альдрінген. За бабусею (за батьківської лінії) принцеси Луїзу Прусської був стриєчним братом німецького імператора Вільгельма I. Народився у 1834 році в Берліні. Вивчав право у Берлінському університеті. У 1855 році став членом Асоціації католицького читання Берліна. У 1864 році одружився з представницею князівського роду Сапіг.
У 1873 році після смерті батька стає ординатом Олицьким та Пшигодзицьким. З 1874 року засідав у рейхстазі від округу Острув-Великопольський-Одолянув-Остшешув-Кемпно, де очолив польську фракцію. Співпрацював з партією Центру. Невдовзі стає одним з лідер польської меншини та противник політики германізації та Культуркампфу, особливо під час шкільного бойкоту в Вжесне у 1901—1902 роках. У 1879 році стає довічним членом верхньої палати ландтагу Пруссії — «Палати Панів». Водночас обіймав спочатку посаду підполковника у резерві, у 1879 році стає генерал-майором кавалерії.
Під час Першої світової війни проводив агітацію в польських землях Російської імперії на користь Німеччини. При цьому в обмін на підтримку поляків німецької влади у 1917 році домігся від віце-президента уряду Пруссії Пауль фон Брайтенбаха розширення культурних прав поляків, особливо в мовній сфері.
Після відновлення незалежної Польської держави у 1918 році був депутатом Законодавчого сейму у Варшаві. У 1919 році виконував на ньому функції сеймового маршалка. після цього займався родинними справами, зокрема відновив бібліотечне зібрання колишньої Олицької академії, яке нараховувало близько 6 тис. томів, містило чимало цінних стародруків та рукописів. Запровадив в олицькому шпиталі Св. Хреста безкоштовне медичне обслуговування та право на безкоштовне житло й щомісячну пенсію по 20 роках праці в його господарстві.
Помер Фердинанд Фредерік Радзивілл у Римі 1926 року. Поховано у родинному склепі в Антоніні.

## Родина
Дружина — Пелагея, донька князя леона Людвіка Сапіги.
Діти:
- Марія (1865—1869)
- Михайло (1870—1955), 4-й ординат Пшигодзицький
- Сигізмунд (1871—1873)
- Кароль Фердинанд (1874—1906), одружений з графинею Марією Юзефою Замойською, донькою графа Анджея Замойського і принцеси Кароліни Бурбон-Сицилійської
- Малгожата (1875—1962), дружина з 1903 року графа Францішека Салезія Потоцького
- Януш Францішек (1880—1967), 14-й ординат Олицький

## Нагороди
- Орден Червоного орла 2-го класу із зіркою (Королівство Пруссія; 1894)
- Орден святого Григорія Великого, великий хрест (Ватикан)
- Бальї Великого хреста честі і вірності (Мальтійський орден)
- Орден «Відродження ПольщіV, командорський хрест із зіркою (2 травня 1923)